# Rykynčice
Rykynčice (em húngaro: Rakonca) é um município da Eslováquia, situado no distrito de Krupina, na região de Banská Bystrica. Tem 19,18 km² de área e sua população em 2018 foi estimada em 270 habitantes.

## Demografia
| Ano:        | 1994 | 2004    | 2014    | 2024   |
| ----------- | ---- | ------- | ------- | ------ |
| Broj ljudi: | 422  | 338     | 283     | 262    |
| Razlika:    |      | -19,90% | -16,27% | -7,42% |

| Ano:               | 2023 | 2024   |
| ------------------ | ---- | ------ |
| Número de pessoas: | 267  | 262    |
| Diferença:         |      | -1,87% |